# Горна Липница
Горна Липница е село в Северна България. То се намира в община Павликени, област Велико Търново.

## География
В централната част на Дунавската равнина, на 12 км североизточно по пътя от гр. Павликени за гр. Полски Тръмбеш, в западната част на малката долина Ялия, се намира с. Горна Липница. То е разположено от двете страни на шосейния път, по левия бряг на малката рекичка Ялия. Селото заема площ от 1500 дка. Единственият равен терен, слабо наклонен на юг, дава приветлив вид на селото, особено погледнато от южната височина Чуката. Оттам като на длан се вижда цялото село с очертанията на дворовете, улиците и площадите. Селото има две главни махали – Горна и Долна, за разграничаване на които служи централният площад и една широка улица по оста север-юг. На тази улица в миналото хората са събирали добитъка, за да го изкарат на паша.
Най-близките съседни селища са: на изток – Долна Липница, на север – Карайсен, на запад – Патреш, на юг – Дъскот, а на югоизток на шосето за Велико Търново – Паскалевец. В тези си граници горнолипнишкото землище включва 33 хиляди декара. Най-високата част от землището са Срещните могилки – 160 метра надморска височина.

## История
Плодородната почва, изобилната изворна вода, буйните дъбови гори са привличали хората от древността в този изключително красив край. В местността Бурловец са намерени каменен чук, кремъчно длето и шило, което свидетелства за следи на пещерен човек от новокаменната епоха (3000 – 2000 г. пр.н.е.), обитавал пещерите около Велико Търново и с. Мусина и слизал по местните гори на лов. Там, и най-вече по поречието на малката Бурловска рекичка, са намерени желязна мотика, свещник, фрагменти от глинени съдове и оброчна плочка на Тракийския конник – следи от тракийските племена уздицензи и кробизи, които са обитавали тия места.
В землището на селото се намира местността Дядопановата кория, където на 6 юли 1868 г. се е състояла битката на четата на Хаджи Димитър и Стефан Караджа с турската войска. По местността Мрямор, около Кладенците и Язовира, са открити зидове на големи постройки, зидани от едри каменни блокове и тухли с хоросанова спойка. За една от тях се предполага, че е била римска обществена баня. Твърде вероятно е в тази местност да се е намирало седалище на римски военен пост, който е охранявал пътуващите кервани със стока.
В землището са намерени и много остатъци от славянобългарски произход, предимно керамични съдове, както и ръчичка от римска статуя Най-често са откривани в местностите Биюкалевен, Цариц, Горно ливади.
Както тракийските, така и славянобългарските поселища са били малки и разположени по теченията на малките дерета, близо до големи извори и гори. Едва по-късно с нарастването на селището постепенно са се разширявали и пасищата около селото и обработваемата площ навлизала все по-навътре в горите. По местността Припека, използвана и сега за пасище, са личали синорите на изоставените в миналото ниви.
Разпръснатите из землището могили навярно са служели за наблюдателници или за пътеуказатели, тъй като при разкопки не са открити следи от погребения. По други данни от небезизвестни историци са открити непокътнати къщи от времето на Римската империя, около местността Мрамор, където вече всичко е почти погубено от иманяри. По данни се говори именно за наблюдателници и почти сигурно за древноримски път, свързващ Никополис ад Иструм и Нове край днешен Свищов. От другата страна на запад от местността „Бурловец“ има и местност, наречена Момини бани, в която се предполага, че е имало бани по време на Римската империя със специфичния гравитационен път на водата.
Съществува предание, че името на селото – Горна Липница, е получило наименованието си заради някогашните липови гори, които се простирали на юг от него. От тия гори сега не е останала и следа, освен в покрайнините на землището.
По откъслечни данни от турски извори за българската история става ясно, че селото датира от средата на XV век. То е записано под името Юкара Либниче, което преведено на български означава именно Горна Липница.

## Население
Преброяване на населението през 2011 г.
Численост и дял на етническите групи според преброяването на населението през 2011 г.:
|                     | Численост | Дял (в %) |
| Общо                | 562       | 100,00    |
| Българи             | 546       | 97,15     |
| Турци               | 0         | 0,00      |
| Цигани              | 0         | 0,00      |
| Други               | 0         | 0,00      |
| Не се самоопределят | 5         | 0,88      |
| Неотговорили        | 6         | 1,06      |

## Обществени институции

### Кметство Горна Липница
Съгласно Закона за местното самоуправление и местната администрация орган на изпълнителната власт в района и кметството е кметът на кметството.
Кметът на кметството се избират пряко от населението за срок от 4 години при условия и по ред, определени със закон. Пълномощията му възникват от момента на полагане на клетва.
От 2007 година кмет на селото е инж. Юлко Палов.

### „Сдружение за развитие на Горна Липница“[3]
Сдружение за развитие на Горна Липница е вписано в регистъра на юридическите лица с нестопанска цел на 31.03.2008 г. със съдебно решение № 190 на Великотърновски окръжен съд. Сдружението е организация за осъществяване на дейност в обществена полза.
Предметът на дейност на сдружението е: защита на обществените интереси, развитие на социалното предприемачество, гражданското общество, образованието, туризма, културата и инфраструктурата на територията на с. Горна Липница и региона.

### Народно Читалище „Зора – 1878“
Сегашната сграда на читалище „Зора“ се намира точно на центъра на селото. Тя била започната да се строи едва след 1944 г. Тъй като са били нужни много пари и строителни материали, а набирането на средства било трудно, хората от Горна Липница залагат на доброволното самооблагане. Имало много трудности, но на 7 май 1957 г. председателят на читалището Николай Серафимов с кратко приветствие пожелава успешна работа, а майсторът Боян Николов полага първият камък на сградата. Окончателно строежът приключва в края на октомври 1961 г. И на 5 ноември същата година то е открито.
В новата сграда има достатъчно помещения за културно-просветна дейност. Книжният фонд непрекъснато нараства. Сега започва да се утвърждава и художествената самодейност.

## Културни и природни забележителности

### Църквата „Св. Димитър“
По време на Възраждането, след построяването на килийното училище в с. Горна Липница, започва борбата за построяване на църква. От летописната ѝ книга се знае, че в продължение на няколко години съпротивата е била много голяма от страна на местните турци и властите в Търново. За да издействат разрешение от султана, най-уважаваните хора от селото: хаджи Петър Монев, Мони Николов, Минчо Хаджипетов и хаджи Ламби Вълчев ходили пеша чак до Цариград. И едва на 1 юни 1859 година се получава султански ферман с дата 24 май 1859 г.
След преодоляване на още много пречки и формалности, през 1863 г. хората от селото успяват да издигнат църквата. Тя била построена в края на селото, на обширно празно място, където били и гробищата на българите. За да не изглежда висока и да дразни турските власти, строителите изсипали пръстта от основите около строежа. След Освобождението тя била изчистена отпред, но отзад останала така.
Някои архитекти и специалисти твърдят, че църквата е строена от Колю Фичето или от негово ученици, усвоили стила на своя майстор. Релефите на външните стени на черковните зидове, както и скулптурните фигури на гълъби и оформянето на шило на каменния зид потвърждават това.

### Храм-параклис „Св. Йоан Рилски“
Храм-параклис „Св. Йоан Рилски“ е разположен в долния край на селото, в двора на Юлко и Мария Палови, които са основните инициатори за неговото построяване. Той съществува като действащо духовно средище от 2005 година. Храмът е отворен за посещения всеки ден от изгрев до залез слънце. Ежедневно през него минават много хора – българи и чужденци. Интересът е породен от легендите за чудесата, които се случват и са се случвали на това място.

### Етнографска битова сбирка
През 60-те години на миналия век по предложение на учителят Николай Серафимов читалищното ръководство взема решение за създаване на етнографска сбирка. За да добият познание за нейното оформяне, група от селото обикаля музеите във Велико Търново, Габрово, Севлиево и с. Батошево, Габровско. След направените посещения те изграждат следната концепция по отдели: археологически кът, исторически кът, етнографски кът и обществено-политически живот на с. Горна Липница.

### Селскостопански музей
Селскостопанският музей в Горна Липница пресъздава бита и поминъка на нашите деди. Той е открит през 1965 г. По своята същност и подредба е единственият за страната ни. Експонатите в него са повече от 500.
Музеят в Горна Липница е основна туристическа дестинация за региона. Посещаван е от българи и чужденци, а доказателство за това са изключително многото имена, които са записани в книгите за посетители, датиращи от основаването му до наши дни.
Селскостопанският музей се помещава в четири сгради, събрани в един двор.

## Редовни събития
- Всяка година редовно се празнува панихида в местността „Дядопановата кория“, където четата на Хаджи Димитър и Стефан Караджа водят ожесточена битка с турските поробители. На мястото на битката е построен паметник в памет на загиналите четници. Ежегодно около 20 юли се поднасят венци пред паметника и се отслужва панихида в памет на загиналите членове на четата, дали живота си за свободата на Родината.
- Всяка година на 18 август в храм-параклис „Св. Иван Рилски“ е празник. На тази дата е починал патронът на светата обител, закрилник на всички българи. Приготовленията за храмовия празник започват още от рано сутринта. Освен литургията, отслужвана на този ден, се приготвя и курбан яхния, която се раздава на богомолците за здраве и успение. Храмовият празник се почита както от българите, така и от английските семейства, живеещи в Горна Липница.
- Всяка година на Димитровден (по стар стил) в Горна Липница се провежда традиционния събор на селото. Има няколко задължителни неща, които вече десетилетия се повтарят на този празник. Вечерта на предишния ден винаги мирише на запалена пещ, в която се пече традиционното за този ден агнешко месо, на горяща орехова шума от нападалите есенни листа и леко притеснения вид на стопаните, които все още не са готови за гостите. От поколение на поколение се предава и гостоприемството, а именно че на събор не се кани – всеки е добре дошъл. На сутринта от рано започват да идват гостите, а на площада се нареждат една до друга сергии със сладки изкушения и играчки за децата. Цари безметежно спокойствие... и така да късно вечерта.

## Личности
- Трифон Иванов (1965 – 2016), футболист, наричан още „Вълка“, той е най-добрия защитник в българския футбол за всички времена.
- Проф. Иван Б. Иванов, физикохимик [4]
- Серафим Северняк, писател

### Сбирка „Серафим Северняк“
Истинското име на Серафим Северняк е Серафим Николов Серафимов. Негов баща е учителят Николай Серафимов, по чиято инициатива е създадено много за културната идентичност на Горна Липница – селскостопанския музей, развитието на читалище „Зора“, етнографската сбирка.
Роден на 10 юли 1930 г. в семейство на просветители, Серафим Северняк е изявен български писател, публицист и журналист. Завършил е българска филология в Софийския университет „Св. Климент Охридски“. От 1952 г. Северняк работи като заместник главен редактор в сп. „България“, като кореспондент на в. „Литературен фронт“, като редактор на сп. „Пламък“ и още ред други. През 1975 г. става главен редактор на сп. „Отечество“ до годината на смъртта си, когато се счита, че е убит в Хавана (Куба) – 24 май 1988 г.
И сега в читалище „Зора“ все още са пази кабинетът, където Серафим Северняк е творил. На бюрото му е пишещата машина, очилата му, химикалките, които е използвал. В ъгъла на стаята все още стои закачалката с дрехите и ботушите, с които е ходил на риболов.
Картината на личното му пространство се допълва и от многото изложени снимки, на които е с двете си дъщери, в градината или на работни срещи с негови колеги.
В отделни витрини са показани много от литературните му произведения – „Земя, отрупана с история“; „От Горна Липница до Монтевидео“; „Ако ти не изгориш, ако аз не изгоря“ и още много есета, разкази, повести и пътеписи, които всеки посетител може да вземе в ръце и да разгледа.
Доказателство за значимата роля в културния живот на България са отзивите в печата за него по повод и след смъртта му. В отделни папки са изложени статии за него от вестниците „Литературен вестник“, „Дума“, Павликенски глас", „Работническо дело“.

## Други

### Арт Резиденция „Старото училище“
Резиденцията разполага с 6 закрити ателиета и фотоателие, открито пространство за работа – дворът на училището, зала за кинопрожекции и концерти.  Развива т.нар. „ритуално изкуство“.
„Ритуалното изкуство“ е художествено направление в изкуството, създадено през второто десетилетие на 21 век. Развива се с основен център Арт Резиденция „Старото училище“ – България.

#### Възникване
Началото на ритуалното изкуство като форма на творчество е поставено през 2012 г. Идеята за неговото създаване възниква в резултат на продължително търсене на модерна и концептуална визия на изкуството, която същевременно да интегрира в себе си принципите на ритуалите и древните знания. Ритуалното изкуство следва ясна общественозначима цел, която надхвърля границите на познатото и известното, и е разбираема извън земните предели.
В основата на ритуалното изкуство са заложени идеите на Манифест „2012“ на кръга „Старото Училище“ за Началото на Новия Свят.

#### Принципи
Ритуалният артист използва похватите на ритуала при създаването на своята творба, нейното излагане /представяне на публиката/ и бъдещото ѝ движение във времето и пространството.
Конкретната творба е само външната изява на една концепция, ритуала по нейното създаване, излагане и бъдещо движение във времето и пространството е действителната ѝ субстанция. Всичко това е взаимосвързано и едното не може да съществува без другото.
Затова – изкуство и произведение на изкуството трябва да бъде не само конкретната творба, а и процеса на нейното създаване, излагане и бъдещото ѝ движение във времето и пространството.
Действията на артиста – при създаването на творбата, нейното излагане и бъдещо движение във времето и пространството – трябва да имат символично значение.
От своя страна произведението на изкуството, разглеждано като гореописаната съвкупност, трябва да е насочено към постигане на определена и ясна обществено значима цел.
Гозби, ястия и обичаи
Едно от най-известните ястия за региона е т.нар. блажна яхния. Тя се прави по време на праснината (коленето на прасе) от много лук и месо от сладкия кокал (заяка) на прасето. Сервира се със счукан чесън и оцет. По време на същия, ритуал се приготвя и една друга супа от по блажно месо и зелева (армеена) чорба. Друга местна гозба е копривената чорба, а така също и яхния от охлюви.
Също така и небезизвестният Догалач [ударение на последната сричка] – вид дърпана баница с ръчно замесени и разточени кори, които са толкова тънки, че през тях буквално може да се чете вестник.
Още един вид банички това са гюзлемите. Направени също от разточени кори, в които има сирене преди да се сложат да се пържат.
За Горна Липница също е характерно изработката на друго кулинарно бижу по време на Великден, а именно козунак (количи), характерен с оплитането тип рибя кост и изпечен в домашна пещ.
През тежките летни дни се яде също и летен таратор-направен от краставици, червен пипер, оцет и вода. А вкусът на коконската (сирнена) попара е една вкусна закуска не само за малките деца.